# Clark Kellogg
Clark Clifton Kellogg Jr. (Cleveland, Ohio, 2 de julio de 1961) es un exjugador de baloncesto estadounidense que jugó durante 5 temporadas en la NBA. Con 2,00 metros de altura, lo hacía en la posición de ala-pívot. En la actualidad es analista de baloncesto Universitario en la cadena de televisión CBS.

## Trayectoria deportiva

### Universidad
Tras haber jugado el McDonald's All-American Team en 1979 junto a jugadores de la talla de Ralph Sampson, Isiah Thomas, Dominique Wilkins o James Worthy, jugó durante tres temporadas con los Buckeyes de la Universidad de Ohio State, en las que promedió 15,0 puntos y 10,2 rebotes por partido. En 1982 fue elegido mejor jugador de la Big Ten Conference e incluido en el mejor quinteto de la conferencia.

### Profesional
Fue elegido en la octava posición del Draft de la NBA de 1982 por Indiana Pacers, con los que firmó un contrato por cuatro temporadas. Se hizo con el puesto de titular desde el primer partido, acabando la temporada como máximo anotador y reboteador del equipo, al promediar 20,1 puntos y 10,6 rebotes por encuentro, lo que le valió para ser incluido en el Mejor quinteto de rookies de la temporada.
Sus cifras se mantuvieron al mismo nivel las dos siguientes temporadas, volviendo a ser el líder indiscutible del equipo tanto en puntos como en rebotes. Pero en la temporada 1985-86, unos problemas crónicos en la rodilla le hicieron perderse la mayoría de los partidos, llegando a disputar únicamente cuatro al año siguiente, tras los cuales se retiraría definitivamente. En el total de su carrera promedió 18,9 puntos y 9,5 rebotes por partido.

## Estadísticas de su carrera en la NBA

### Temporada regular
| Temp.   | Edad | Equipo  | Liga | P   | TIT | MIN  | TC  | TCA  | %TC  | 3P  | 3PA | %3P  | TL  | TLA | %TL  | R.OF. | R.DEF. | REB  | ASIS | ROB | TAP | PER | FP  | PTS  |
| 1982-83 | 21   | Indiana | NBA  | 81  | 81  | 34.1 | 8.4 | 17.5 | .479 | 0.0 | 0.2 | .222 | 3.2 | 4.3 | .741 | 4.2   | 6.4    | 10.6 | 2.8  | 1.7 | 0.5 | 2.7 | 3.7 | 20.1 |
| 1983-84 | 22   | Indiana | NBA  | 79  | 79  | 33.9 | 7.8 | 15.1 | .519 | 0.1 | 0.3 | .333 | 3.3 | 4.3 | .768 | 2.9   | 6.2    | 9.1  | 3.0  | 1.5 | 0.4 | 2.8 | 3.1 | 19.1 |
| 1984-85 | 23   | Indiana | NBA  | 77  | 65  | 31.8 | 7.3 | 14.4 | .505 | 0.1 | 0.2 | .500 | 3.9 | 5.1 | .760 | 2.9   | 6.5    | 9.4  | 3.2  | 1.1 | 0.3 | 3.0 | 3.2 | 18.6 |
| 1985-86 | 24   | Indiana | NBA  | 19  | 12  | 29.9 | 7.3 | 15.5 | .473 | 0.2 | 0.7 | .308 | 2.8 | 3.6 | .768 | 2.7   | 6.2    | 8.8  | 3.0  | 1.5 | 0.4 | 3.2 | 3.1 | 17.6 |
| 1986-87 | 25   | Indiana | NBA  | 4   | 4   | 15.0 | 2.0 | 5.5  | .364 | 0.3 | 0.5 | .500 | 0.8 | 1.0 | .750 | 1.8   | 1.0    | 2.8  | 1.5  | 1.3 | 0.0 | 1.0 | 3.0 | 5.0  |
| Total   |      |         | NBA  | 260 | 241 | 32.7 | 7.7 | 15.5 | .497 | 0.1 | 0.3 | .338 | 3.4 | 4.5 | .757 | 3.3   | 6.3    | 9.5  | 2.9  | 1.5 | 0.4 | 2.8 | 3.3 | 18.9 |